# Hokkaido International Airlines

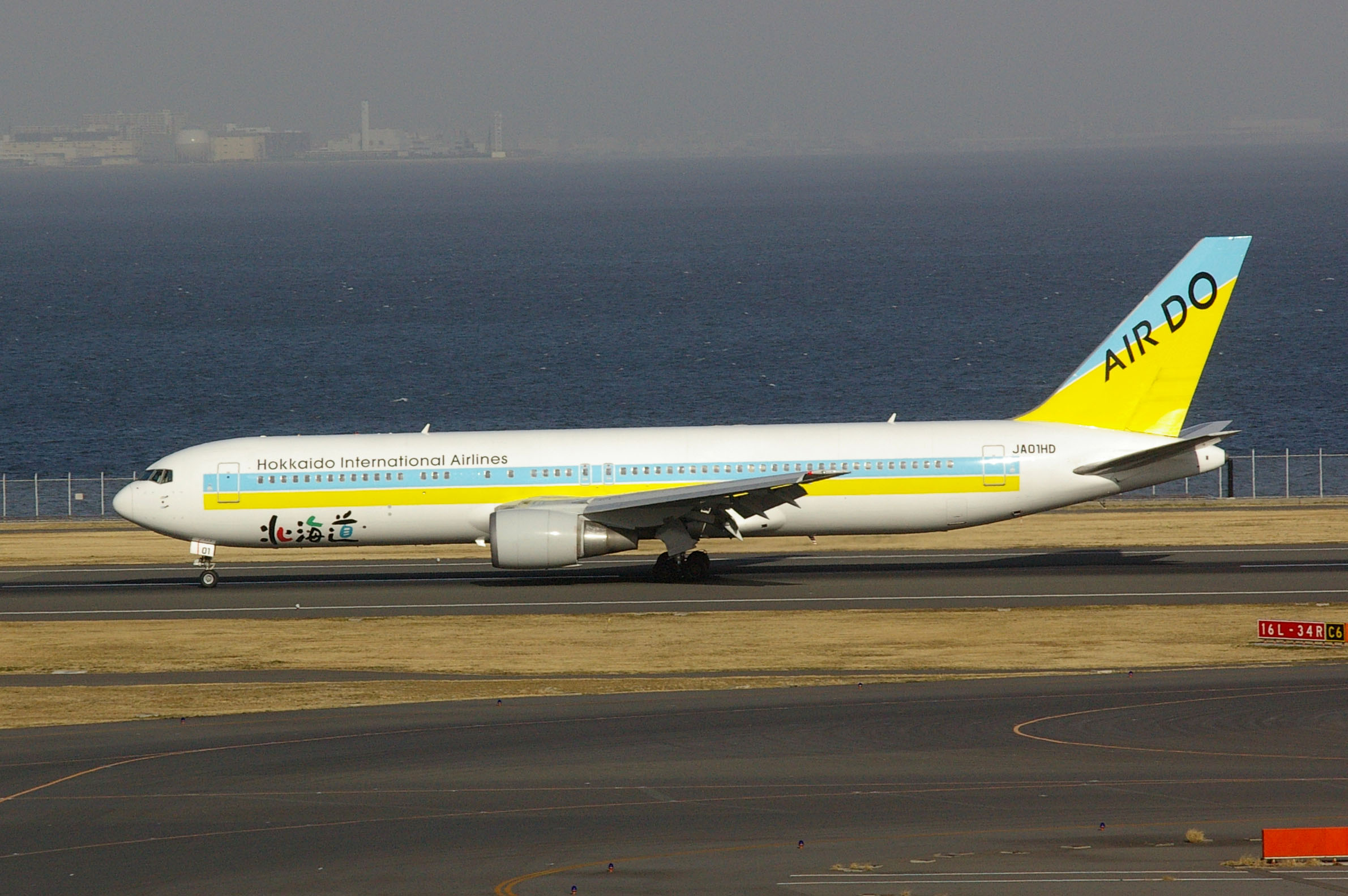
Hokkaido International Airlines 767-300

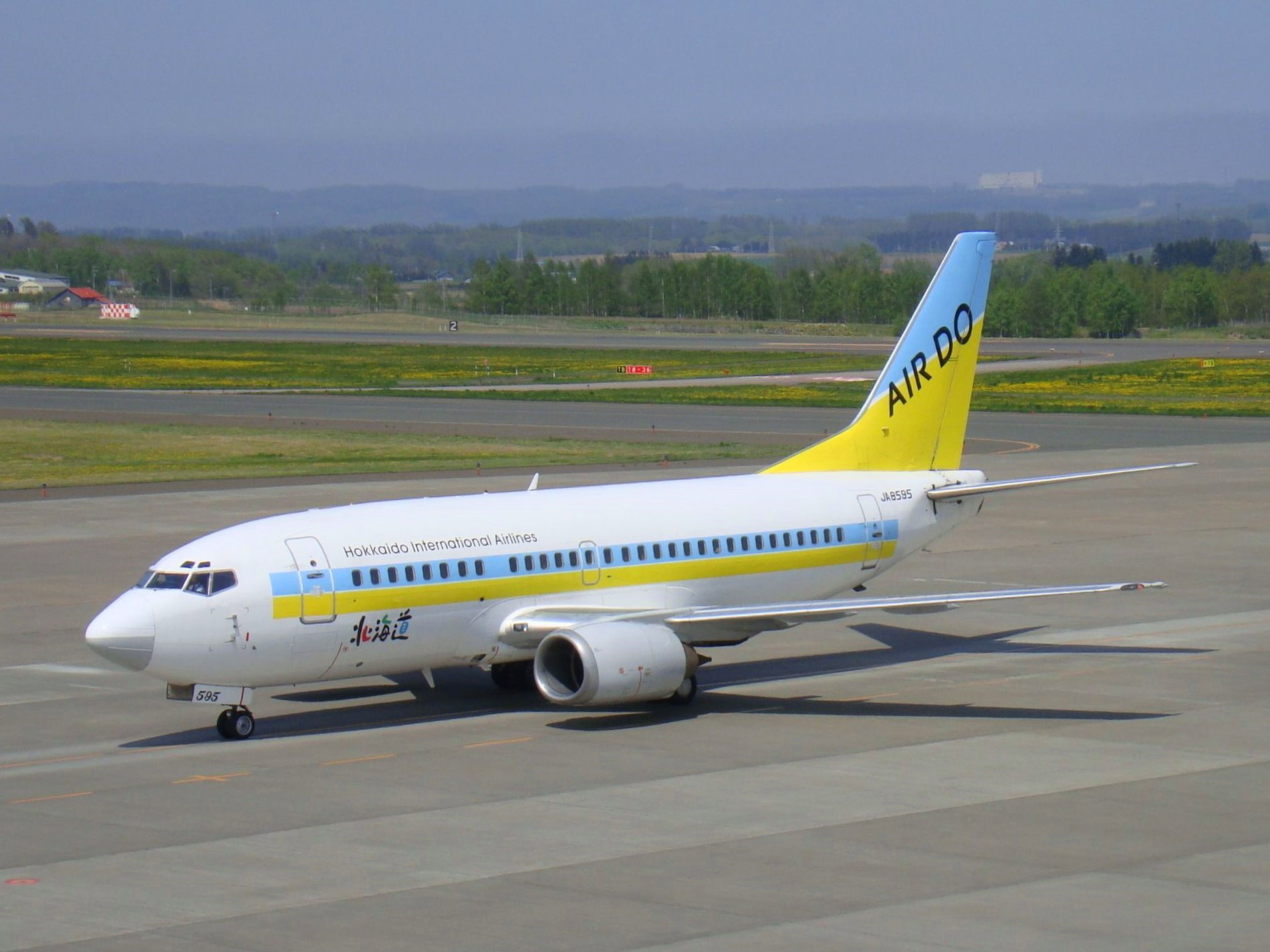
Hokkaido International Airlines 737-500

Hokkaido International Airlines, också känt som Air Do (エア・ドゥ Ea Doh?) är ett japanskt flygbolag grundat 1996. Huvudkontoret ligger i Sapporo. Bolaget gör flygningar mellan Tokyo och olika städer i Hokkaidō. 

## Företagets flyglinjer
Haneda till
- Asahikawa flygplats (Asahikawa)
- Nya Chitose-flygplatsen (Sapporo)
- Hakodate flygplats (Hakodate)
- Memanbetsu flygplats (Ōzora)

Nya Chitose-flygplatsen till
- Sendai Airport
- Niigata Airport
- Toyama Airport
- Komatsu Airport
- Fukushima Airport